# Нови Олдрихов
Нови Олдрихов (чеш. Nový Oldřichov) је насељено мјесто са административним статусом сеоске општине (чеш. obec) у округу Чешка Липа, у Либеречком крају, Чешка Република.

## Становништво
Према подацима о броју становника из 2014. године насеље је имало 787 становника.